# Казачковский, Кирилл Фёдорович
Кирилл Фёдорович Казачковский (1760 — 1829) — российский военачальник, генерал-лейтенант. Герой Отечественной войны 1812 года.

## Биография
Родился в 1760 году. Из дворян.
Кирилл Фёдорович Казачковский скончался 24 июня 1829 года и был похоронен в городе Камышине (на тот момент Саратовской губернии, ныне Волгоградской области).

### Послужной список
- 1 января 1774 — Записан сержантом в Елецкий пехотный полк.
- 24 ноября 1781 — Прапорщик.
- 1788 — Отличился при штурме Очакова, за что был награждён чином капитана.
- Командир Екатеринбургского линейного батальона.
- 1793-1794 — Участвовал в походе в Польшу
- 7 декабря 1798 — В чине майора назначен командиром Томского мушкетерского полка.
- 15 июня 1800 — Полковник
- 29 марта 1806 — Шеф 2-го морского полка.
- 23 октября 1806 — Шеф Калужского мушкетерского полка.
- 1807 — Отличился в сражении при Гейльсберге, где дважды со своим полком отбивал взятые противником батареи
- 12 декабря 1807 — Генерал-майор.
- 1808-1809 — Участвовал в русско-шведской войне, руководил отдельными отрядами в сражении при Куортане и битве при Оровайсе; разбил шведские войска в сражении при Гернефорсе, обеспечив подписание Фридрихгамского мира.
- 1812 — Командовал 1-й бригадой 5-й пехотной дивизии 1-го корпуса П. Х. Витгенштейна. 24 августа пожалован орденом Св.Георгия III класса № 231 В награду за отличие и храбрость, оказанные в сражении против французских войск 19-го июля при Клястицах. Отличился в боях на р. Свольня и под Полоцком (был ранен пулей навылет в правую ногу выше колена; награждён алмазными знаками к ордену Св. Анны I степени и орденом Св. Владимира II степени), участвовал в Березинской операции и при преследовании неприятеля до русских границ.
- 1813 — Командовал 5-й пехотной дивизией, участвовал в сражении при Виттенберге. В сражении при Люцене возглавил контратаку на с. Кляйн-Гершен и был тяжело ранен в живот картечью.
- 15 сентября 1813— Генерал-лейтенант со старшинством от 20 апреля 1813.
- 14 ноября 1817 — Начальник 16-й пехотной дивизии.
- 3 июня 1820 — Определен состоять по армии.

## Семья
К. Ф. Казачковский в 1799 году участвовал в разгроме французских гарнизонов в Италии, откуда возвратился с женой-итальянкой, которая родила ему шестерых детей: Алексея, Михаила, Марию, Дарью, Анну (замужем за С. Е. Васильевым) и Ольгу.

## Награды
- Орден Святой Анны I степени с алмазами
- Орден Святого Владимира II степени
- Орден Святого Георгия III класса
- Прусский орден Пур Ле Мерит
- Прусский орден Красного орла II класса
- Крест за Очаков
- Золотая шпага «за храбрость» с алмазами